# Foutou banane

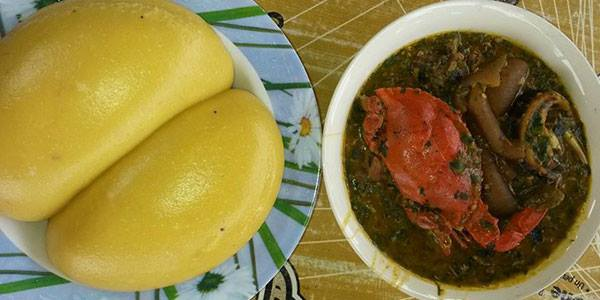
Foutou banane à gauche

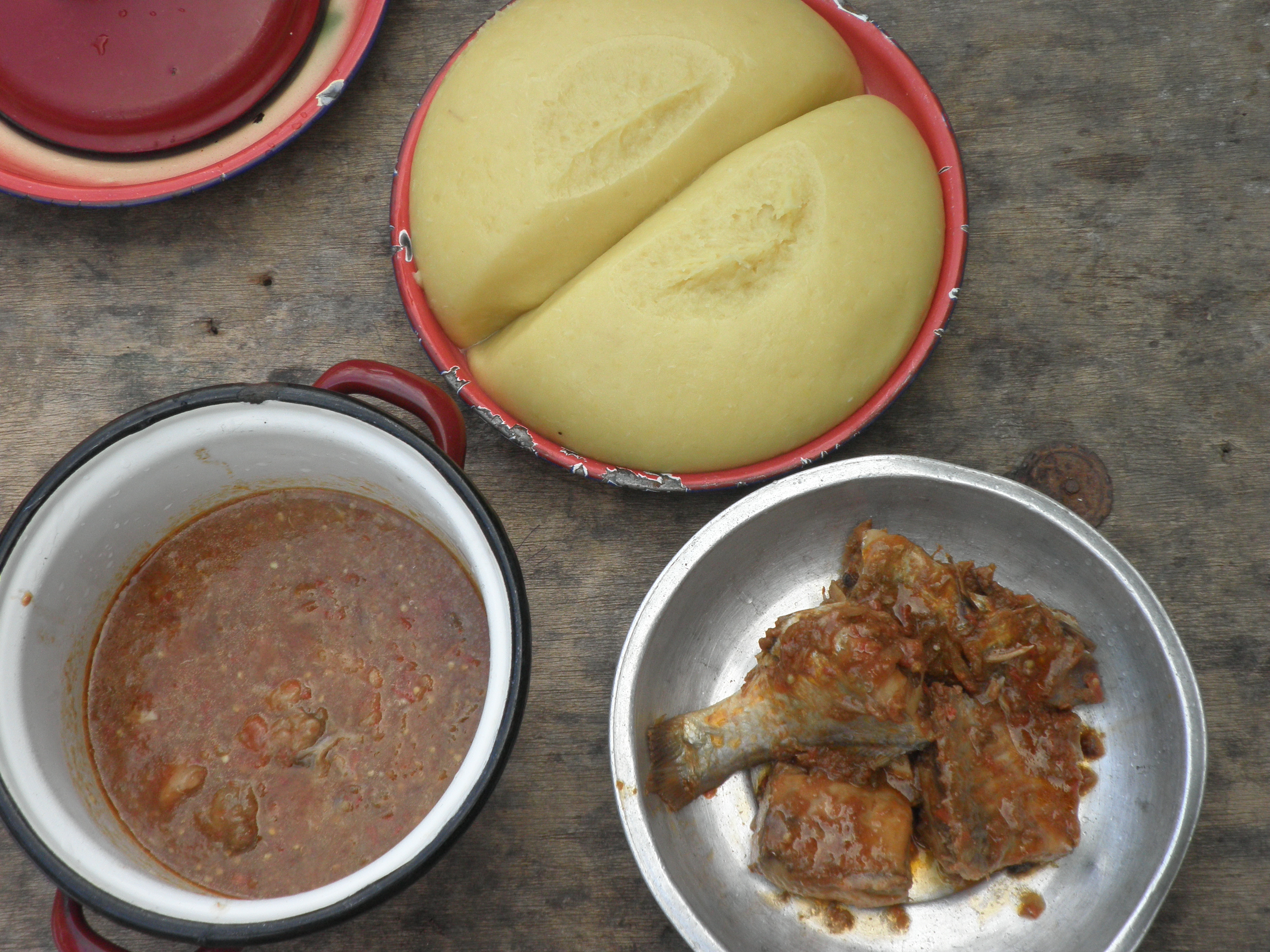
Foutou banane et biokesseu au poisson

Le foutou banane est un plat ivoirien conçu en utilisant de la banane plantain écrasée.  Il est plus consommé au Centre et à l'Est de la Côte d'Ivoire servant d'accompagnement aux plats en sauce.
Il s'obtient par le mélange de banane plantain mûre ou non et de manioc, bouillis puis pilés dans un mortier . Ce plat est généralement accompagné par une sauce, comme la sauce graine (sauce de noix de palme),.